# Popowka (przystanek kolejowy)
Popowka (ros. Поповка) – przystanek kolejowy w miejscowości Krasnyj Bor, w rejonie tośnieńskim, w obwodzie leningradzkim, w Rosji. Położony jest na linii Petersburg - Moskwa.

## Historia
Przystanek powstał w XIX w. na Kolei Mikołajewskiej pomiędzy stacjami Kołpino i Sablino.